# Teekoa Iuta
Teekoa Iuta est une diplomate gilbertine.

## Biographie
Teekoa est secrétaire générale du gouvernement de Kiribati avant mai 2013.
Le 31 mai 2013, Teekoa Iuta est nommée ambassadrice de Kiribati auprès du Japon et de Taïwan, ce qui fait d'elle la première ambassadrice de Kiribati à Taïwan et ouvre la première ambassade du pays en dehors du Paciﬁque Sud. Une de ses missions principales est de couvrir des échanges académiques, avec une cinquantaine d'élèves en échange à Taïwan en 2017.
Elle est remplacée en mai 2018 par Tessie Lambourne,,.